# Chasminodes nervosa
Chasminodes nervosa är en fjärilsart som beskrevs av Butler 1881. Chasminodes nervosa ingår i släktet Chasminodes och familjen nattflyn. Inga underarter finns listade i Catalogue of Life.